# Pied de pilote

Dans le domaine maritime, le pied de pilote est une hauteur d’eau que l'on ajoute au clair sous quille adopté pour une opération déterminée (entrée dans un port, pratique d’un chenal, passage d’un seuil, évitage, etc.), et qui constitue une marge de sécurité additionnelle.

## Description
Pour faire entrer un navire dans un port, il est nécessaire de connaître la profondeur d'eau disponible. Cette dernière doit être au moins égale au tirant d'eau du navire, augmenté du clair sous quille minimal pour que celui-ci soit manœuvrable. Les prévisions de hauteur d'eau ne sont pas toujours exactes en raison des variations de paramètres divers (parmi lesquels la pression atmosphérique, le vent, les courants et les phénomènes locaux).
Le bon sens marin exige la prise en compte des marges d’incertitude dans les calculs théoriques. De plus, le navire peut-être animé de mouvements de plateforme (roulis en particulier) et subir l’effet de surenfoncement dynamique. Le pilote chargé de l'entrée au port et de la manœuvre du navire, adopte une marge de sécurité supplémentaire, qui permet de se garantir des incertitudes des calculs prévisionnels, et que l'on nomme  pied de pilote.
Littéralement, l'incertitude serait d'un pied de longueur, soit de 30,48 cm (pied britannique) ou 33,33 cm (pied usuel ou métrique). Mais l’expression n’est pas à prendre dans son sens littéral, en effet, le terme « pied » se rencontre dans d’autres expressions du jargon des marins, où il exprime un « minimum » plus qu’une mesure. Par exemple « mouiller un pied d’ancre ».
L’ordre de grandeur des valeurs de clair sous quille minimal communément adoptées pour la manœuvre d’un navire est compris entre dix et trente-trois pour cent du tirant d’eau ; selon les circonstances, le pied de pilote peut varier de quelques centimètres (incertitude sur un calcul de marée) à quelques dizaines de centimètres en cas de mer très agitée, grosse houle ou incertitudes bathymétriques.
Dans la vie courante, l’expression est employée dans le sens de « marge de sécurité ».